# Palazzo della Regina Bona

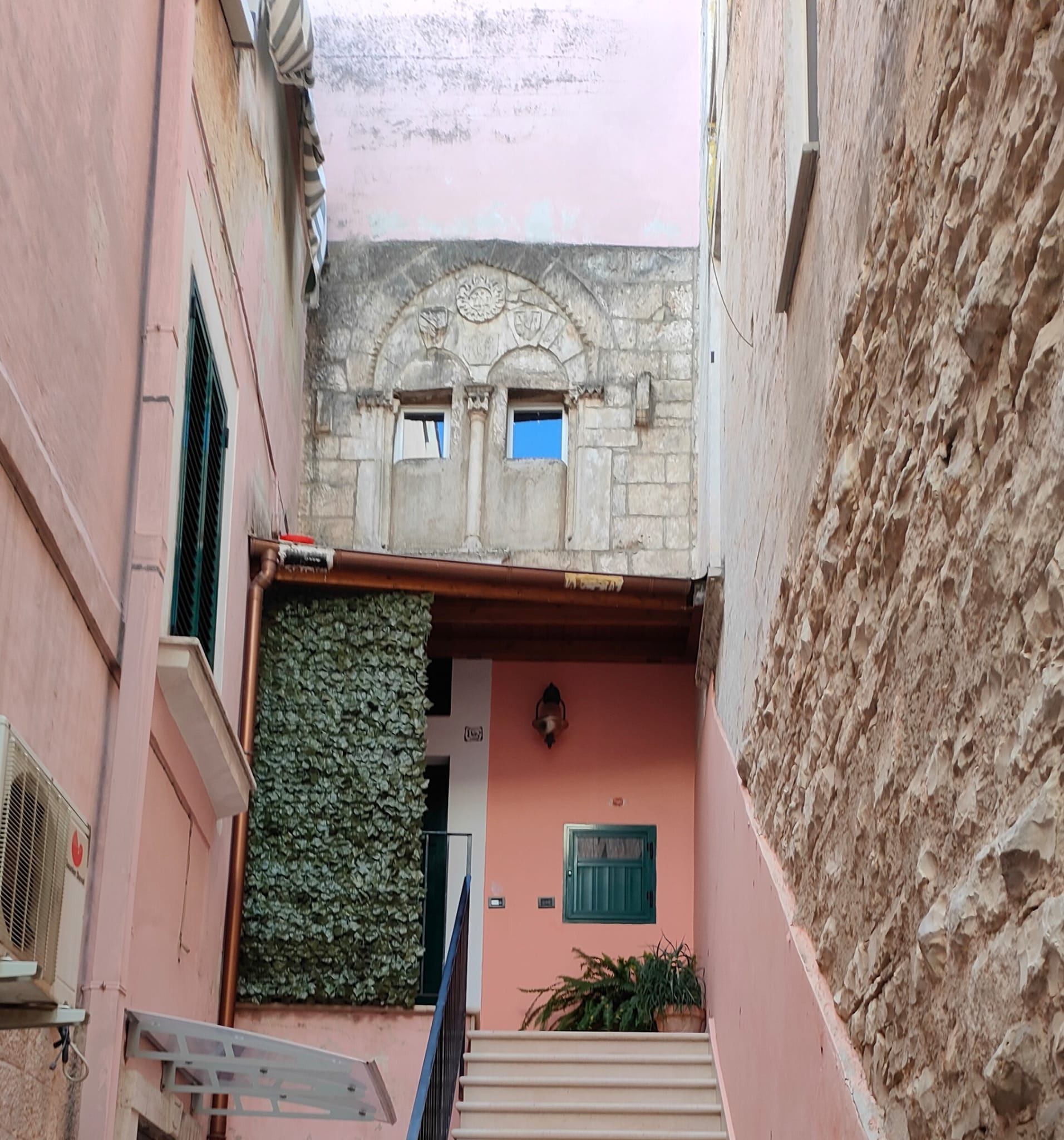
Bifora del Palazzo della Regina Bona Sforza

Il Palazzo della Regina Bona Sforza è un palazzo storico di Modugno (BA) che si erge nei pressi della Chiesa del Carmine.
Del palazzo che risale al 1466 si è conservato poco della facciata originale: è possibile ammirare una elegante bifora. È presente l'incisione di un trigramma cristologico di San Bernardino da Siena (JHS) che indurrebbe a pensare che il palazzo sia stato proprietà di religiosi. Sono poi visibili due stemmi gentilizi, forse delle famiglie De Rossi e Dominichiello, che hanno dei sacerdoti nel loro albero genealogico.
Il palazzo, per tradizione, è attribuito alla Regina Bona Sforza, ma quando fu costruito la regina non era ancora nata; è possibile, tuttavia che Bona Sforza sia stata ospitata nel palazzo da Don Pietro Rossi, cortigiano della regina e parente di D. Vito de Russi (o De Rossi) registrato come proprietario della casa nel 1557.
La famiglia De Rossi è originaria di Firenze e si trasferì a Gioia del Colle nel Duecento, per rendere omaggio all'Imperatore Federico II di Svevia. Da Gioia del Colle, si spostò successivamente a Bari e poi nel territorio circostante. Già nel XV secolo è registrata la presenza della famiglia De Rossi a Modugno: si conserva, infatti, nota del sacerdote Angelo de Rossi, morto nel 1436. Nel 1556 si ha notizia dell'ambasciatore della regina Bona Sforza, Pietro de Rossi. Giuseppe de Rossi fu eletto sindaco di Modugno più volte nel corso della seconda metà del Settecento. Altro personaggio di spicco della famiglia fu D. Luigi de Rossi, ultimo abate del Santuario di Santa Maria della Grotta, primicerio del Capitolo di Modugno e Rettore della Cappella di S. Anna nel corso del XVIII secolo. La famiglia De Rossi, a Modugno, si estinse nell'Ottocento.
Un'altra famiglia che si presume abbia abitato il Palazzo della Regina Bona è la famiglia Dominichiello. Nicola fu notaio a Modugno nel corso della seconda metà del Settecento, e Vito Rocco Dominichiello fu canonico della Chiesa Matrice di Modugno e della cappella gentilizia di S. Maria di Costantinopoli, nel corso del XVIII secolo.

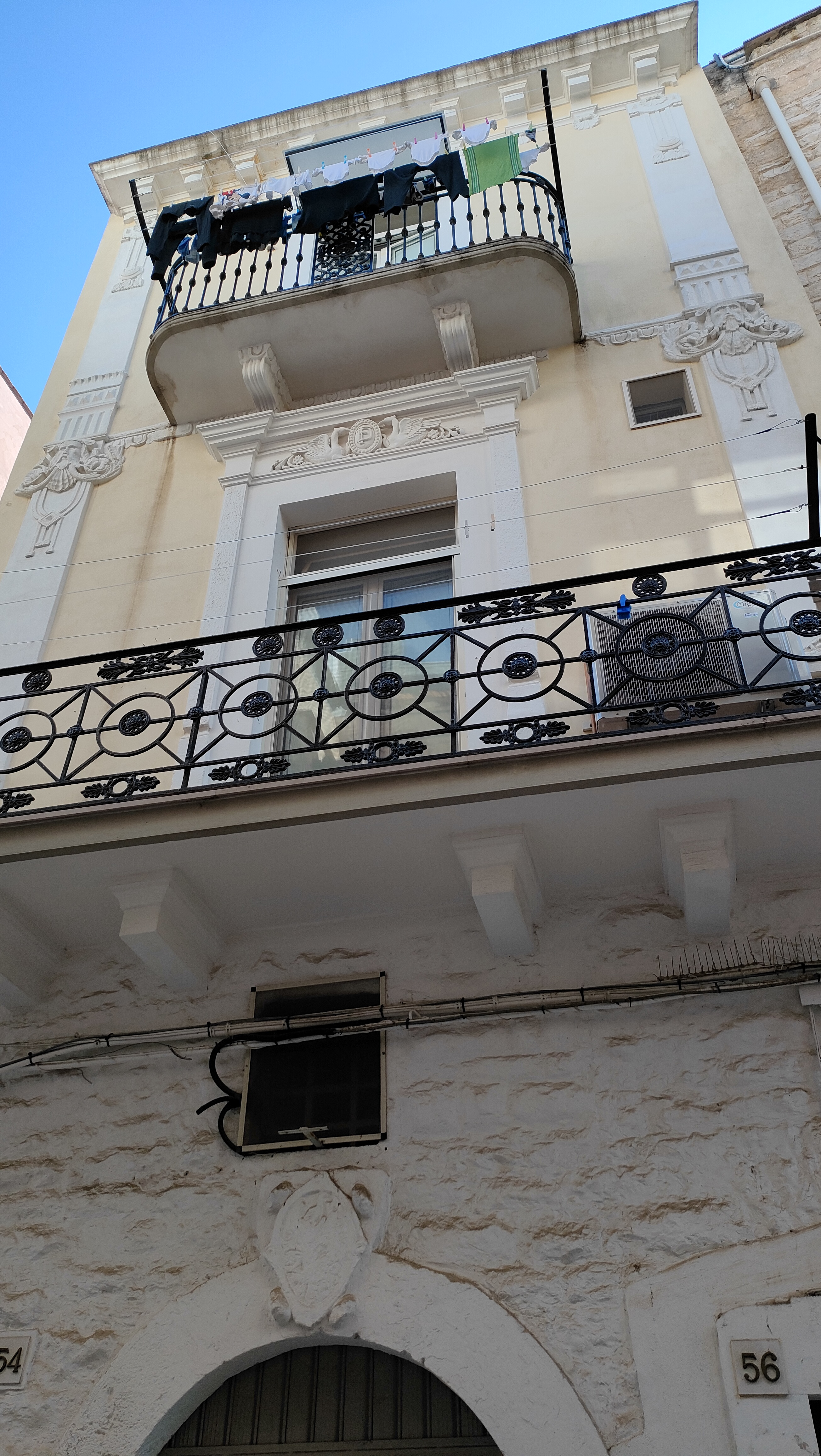
Facciata ristrutturata del Palazzo della Regina Bona Sforza